# Ложкин, Владислав Олегович
Владислав Олегович Ложкин (бел. Уладзіслаў Алегавіч Ложкін; род. 25 марта 2002, Могилёв) — белорусский футболист, нападающий.

## Клубная карьера

### «Динамо» Минск

#### Начало карьеры
Футболом начал заниматься в школе могилёвского «Днепра». Затем перебрался в структуру минского «Динамо», с которым в 2019 году подписал свой первый профессиональный контракт. Затем в 2019 году футболист стал выступать за дублирующий состав динамовцев. В июне 2019 года футболист стал подтягиваться к играм с основной командой клуба. Дебютировал за клуб 26 июня 2019 года в матче Кубка Беларуси против микашевичского «Гранита», выйдя на замену на 82 минуте и отличившись результативной передачей. Свой дебютный матч в Высшей лиге сыграл 5 июля 2019 года против борисовского БАТЭ. Затем продолжил выступать за дубль, в котором по итогу сезона стал лучшим бомбардиром с 22 голами. В начале 2020 года готовился к новому сезону с основной командой. Первый матч сыграл 20 марта 2020 года против брестского «Руха». Затем оставался игроком скамейки запасных и продолжал выступать за дублирующий состав.

#### Аренда в «Смолевичи»
В июле 2020 года был отдан в аренду «Смолевичам». Дебютировал за клуб 10 июля 2020 года в матче против «Ислочи», забив свои дебютный голы, отличившись дублем. Футболист получил награду лучшего игрока 17 тура Высшей лиги. Одним один из голов футболиста получил награду лучшего в 17 туре. Затем футболист закрепился в основной команде клуба. Закончил сезон в клубе на последнем месте, записав в свой актив 3 гола и 2 результативные передачи. В декабре 2020 года по окончании аренды покинул клуб.

#### Возвращение в «Динамо»
В начале 2021 года тренировался с основной командой минского клуба. Первый матч сыграл 13 марта 2021 года против жодинского «Торпедо-БелАЗ», выйдя на замену на 84 минуте. В самом начале был игроком скамейки запасных, однако затем с середины апреля 2021 года футболист стал одним из ключевых нападающих в стартовом составе динамовцев. Свой дебютный гол за клуб забил 9 мая 2021 года в матче против «Ислочи». По итогу сезона футболист стал бронзовым призёром Высшей лиги. За клуб отличился 4 голами и 3 результативными передачами.

#### Сезон 2022
Весной 2022 года новый сезон начал с четвертьфинальных матчей Кубка Беларуси. Первый матч сыграл 6 марта 2022 года против «Гомеля», который окончился ничьей. В следующем ответном матче 12 марта 2022 года гомельский клуб оказался сильнее и футболист вместе с клубом завершил выступление на турнире. Первый матч в чемпионате сыграл 18 марта 2022 года против «Минска». Первый гол в сезоне забил 2 апреля 2022 года против дзержинского «Арсенала». В июле 2022 года вместе с клубом отправился на квалификационные матчи Лиги конференций УЕФА. Свой дебютный матч в еврокубковом турнире сыграл 7 июля 2022 года против черногорского «Дечича». В ответном матче 14 июля 2022 года «Динамо» оказалось сильнее и с разницей в 1 гол прошло дальше во второй квалификационный раунд. Второй раунд квалификаций начался 21 июля 2022 года против израильского клуба «Хапоэль» Беэр-Шева. Этот матч стал для футболиста 50 в карьере за минский клуб. В ответной встрече 28 июля 2022 года израильский клуб оказался сильнее забив единственный в матче гол и по сумме матчей прошёл дальше. В чемпионате по итогам сезона футболист отличился 6 забитыми голами, став третьим бомбардиром в клубе, поделив эту позицию с Артёмом Быковым.

### «Туран»
В марте 2023 года футболист не был включён в заявку клуба на предстоящий сезон. Позже футболист был заявлен казахстанским клубом «Туран». Официально покинул минское «Динамо» 20 марта 2023 года. Дебютировал за казахстанский клуб 27 марта 2023 года в матче Кубка Казахстана против алмаатинского клуба «Хан-Тенгри». Первый матч в чемпионате сыграл 7 апреля 2023 года против клуба «Тараз». Первыми результативными действиями за клуб отличился 27 апреля 2023 года в матче против клуба «Актобе М», выйдя на замену на 64 минуте и отличившись дублем из результативных передач. Дебютными голами за клуб отличился 1 июня 2023 года в матче против клуба Академия «Онтустик», записав в свой актив хет-трик. В рамках полуфинальных матчей Кубка Казахстана футболист вместе с клубом уступил «Астане» и покинул розыгрыш турнира. В матче 29 июня 2023 года против клуба «Акжайык» футболист отличился забитым дублем. Очередной хет-трик оформил 14 июля 2023 года в матче против клуба «Жас Кыран», также отличившись дублем из результативным передач. Своим очередным дублем за клуб отличился 27 июля 2023 года в матче против «Туркестана». По итогу сезона футболист стал серебряным призёром чемпионата, чем помог клубу выйти в Премьер-лигу. Сам футболист закончил сезон в роли лучшего бомбардира клуба и третьим в Первой лиге, отличившись 20 забитыми голами.

### «Славия-Мозырь»
В декабре 2023 года появилась информация о том, что футболист может перейти в узбекский клуб «Андижан». Позже агент футболиста опроверг информация об интересе со стороны узбекского клуба. В феврале 2024 года футболист находился на просмотре в солигорском «Шахтёре». В марте 2024 года футболист стал игроком мозырской «Славии». 12 июля 2024 года покинул клуб расторгнув контракт по взаимному соглашению сторон. В составе «Славии» провел 14 матчей во всех турнирах, забил 3 гола и отдал 2 результативные передачи.

### «Уфа»
В июле 2024 года заключил соглашение с «Уфой». 21 июля дебютировал в матче с нижнекамским «Нефтехимиком» (1:2), выйдя на замену на 76-й минуте. 25 августа на 45-й минуте игры 7-го тура ФНЛ против «Сочи» забил дебютный гол, однако команда уступила со счетом 3:4. В июне 2025 года расстался с клубом, в Ложкина 33 играх за «Уфу» набрал 7 (5+2) результативных баллов. 8 июля перешел в новороссийский «Черноморец» из ФНЛ. 

## Карьера в сборной
Выступал за юношеские сборные Беларуси. В 2019 году в составе сборной до 17 лет принимал участие в элитном отборочном раунде к юношескому чемпионату Европы в Ирландии. Ложкин провёл все три матча, в которых белорусы вничью сыграли с немцами и словенцами и крупно уступили исландцам, заняв в группе 3 место. Также в этом году Ложкин вместе со сборной выиграл Кубок Развития. На счету Владислава три гола, два из которых он забил в полуфинальном матче с Грузией. Был признан лучшим нападающим турнира.
Также в 2019 году главный тренер сборной до 19 лет Владимир Корытько стал привлекать футболиста к играм своей команды. Дебютировал Ложкин в ней 30 июля в товарищеской игре со сборной Турции. В октябре участвовал в квалификационном раунде отбора к чемпионату Европы в Северной Ирландии. Провёл все три матча, в которых Беларусь по одному разу выиграла, сыграла вничью и проиграла и с четырьмя очками заняла третье место и в элитный этап отбора не попала. В победном матче с Андоррой Владислав вышел на поле на 55-й минуте вместо Романа Давыскибы, а на второй компенсированной к основному времени матча минуте забил гол, установив окончательный счёт 2:0.
4 сентября 2020 года дебютировал за молодёжную сборную, выйдя в стартовом составе отборочного матча Чемпионата Европы против Нидерландов (0:7).

## Статистика выступлений

### Клубная статистика
| Выступление      | Выступление      | Выступление      | Лига | Лига | Кубки | Кубки | Конт.кубки | Конт.кубки | Итого | Итого |
| Клуб             | Лига             | Сезон            | Игры | Голы | Игры  | Голы  | Игры       | Голы       | Игры  | Голы  |
| ---------------- | ---------------- | ---------------- | ---- | ---- | ----- | ----- | ---------- | ---------- | ----- | ----- |
| Динамо (Минск)   | Высшая лига      | 2019             | 1    | 0    | 1     | 0     | 0          | 0          | 2     | 0     |
| Динамо (Минск)   | Высшая лига      | 2020             | 2    | 0    | 0     | 0     | 0          | 0          | 2     | 0     |
| Динамо (Минск)   | Высшая лига      | 2021             | 26   | 4    | 4     | 0     | 0          | 0          | 30    | 4     |
| Динамо (Минск)   | Итого            | Итого            | 29   | 4    | 5     | 0     | 0          | 0          | 34    | 4     |
| → Смолевичи      | Высшая лига      | 2020             | 10   | 3    | 1     | 0     | 0          | 0          | 11    | 3     |
| → Смолевичи      | Итого            | Итого            | 10   | 3    | 1     | 0     | 0          | 0          | 11    | 3     |
| Всего за карьеру | Всего за карьеру | Всего за карьеру | 39   | 7    | 6     | 0     | 0          | 0          | 45    | 7     |